# Wepa
«Wepa» es un sencillo de la cantante cubanaestadounidense Gloria Estefan y canción de su álbum de estudio Miss Little Havana.

## Fondo
Se anunció a través de Twitter que Gloria estaba trabajando en un nuevo álbum en inglés junto al productor Pharell Williams, quien también había trabajado antes con otros grandes artistas como Britney Spears, Shakira, Madonna, entre otros. Puesto que varios trabajos realizados por Pharell han tenido gran éxito, el tuit causó mucha curiosidad e interés en la posibilidad de que Estefan trabaje con Williams para un posible nuevo álbum en inglés.
La canción se ha sido anunciado como el primer sencillo de este nuevo álbum, que consiste principalmente en música de baile y ritmos latinos, volviendo al principio de carrera de Gloria. La canción es básicamente una vista previa de lo que el álbum incluirá con una nueva imagen de Estefan. La canción fue inspirada principalmente por la música de Estefan de su temprana carrera con la Miami Sound Machine, incluyendo merengue mezclado con el sonido urbano de Pharell. Esto fue señalado por Estefan en una entrevista en la que declaró que la grabación de música de baile era un tema fácil para ella, sobre todo porque era el núcleo de su carrera. Así mismo, señaló que "Wepa" no tiene una traducción literal, que era sólo una expresión como "wow" o "Hey", que es utilizado principalmente por puertorriqueños, dominicanos, y colombianos.

## Crítica
Wepa ha recibido una acogida mixta entre los críticos musicales, siendo comparada con Ke$ha. Elliot Glazer de BestWeekEverTV.com comentó acerca de la canción: "suena como una danza de un marzo hiperactivo igualándose a Ke$ha, como lo hace de Celia Cruz y Tito Puente. Hay un elemento de robótica de llamada-y-respuesta que uno podría esperar de, por ejemplo, The Black Eyed Peas. Básicamente, Gloria Estefan quiere sentarse en la mesa de los niños, y eso está BIEN!"
No siendo la primera colaboración de Gloria con el cubano Pitbull, que trabajaron juntos en "No llores", una remezcla realizada por R3hab fue lanzado para una mayor promoción del sencillo. Esta versión de la canción fue recibida positivamente por Sadao Turner en la página web de Ryan Seacrest, afirmando que era el "destino" que llevó a la pareja a trabajar juntos. Pero hubo algunas críticas negativas, como la de Romeo's Corner, que dijo: "No puedo dejar de pensar en la canción de Jennifer López "On The Floor", cuando lo escucho. Gloria Estefan parece estar fuera de lugar y sin inspiración", dado que la canción también tiene cierta similitud con la caricatura del lagarto juancho

## Promoción
La canción llegó a ser promovida inicialmente a través de clubes y estaciones de radio de baile, a la vez que lanzó un video musical junto al equipo de baloncesto Miami Heat, que se pasaba en los canales de televisión de videos musicales, aunque no fuere el video oficial.
Gloria interpretó la canción por primera vez en vivo en los 2011 Alma Awards.

## Desempeño
La canción fue enviado primero a los clubes y estaciones de baile en donde recibió una gran cantidad de oyentes.Una versión en español de la canción, lanzada en las radios latinoaméricanas teniendo una frecuencia moderada. La canción hizo su debut en las canciones "Top Tropical" en el puesto 13, una semana en esa posición, luego descendiendo un lugar, y después volviendo al 13. Para la última semana de diciembre, la canción ya se encontraba en el Top Ten, en la posición 6.

## Formatos y listas de la canción
Estos son los formatos y listas de la canción Wepa:
EP en EE.UU.:
1. "Wepa" (Original version)
2. "Wepa" (Spanish version)
3. "Wepa" (Ralphi Rosario club remix)
4. "Wepa" (DJ Africa remix)
5. "Wepa" (Keisha Mai Ash & Tony Mardini beat is on mix)
6. "Wepa" (Emilio Estefan & Tony Mardini South Beach mix)

## Versiones Oficiales
Versiones originales:
1. Album version — 3:58
2. Spanish version - 3:58

Remixes oficiales:
1. Ralphi Rosario Club Mix - 7:35
2. Ralphi Rosario Dub - 7:35
3. Ralphi Rosario Radio Edit - 3:28
4. Ralphi Rosario Spanish Club Mix - 7:35
5. Ralphi Rosario Spanish Radio Edit - 3:28
6. DJ Africa Remix - 4:31
7. DJ Africa & Motiff Spanish Radio Mix - 3:05
8. Keisha Mai Ash & Tony Mardini Beat Is On Mix - 5:00
9. Emilio Estefan & Tony Mardini South Beach Mix - 5:30
10. Emilio Estefan Comparsa Remix - 5:50
11. Emilio Estefan Comparsa's Spanish Radio Edit - 3:42
12. UK Radio Edit - 3:53
13. Klubjumpers Extended Mix - 5:52
14. Klubjumpers Dub - 5:51
15. Klubjumpers Radio Mix - 3:54
16. Pablo Flores Club Mix - 8:00
17. Pablo Flores English Radio Mix Edit - 3:55
18. Pablo Flores English Radio Mix Edit #1 (No French) - 4:01
19. Pablo Flores English Radio Mix Edit #2 (No French) - 3:40
20. Pablo Flores Spanish Club Mix - 8:00
21. Pablo Flores Spanish Radio Mix Edit - 3:55
22. Martorano vs. Flores Mixshow Edit - 5:50
23. Rosabel Attitude Club Mix - 8:19
24. Rosabel Attitude Club Edit - 7:23
25. Rosabel Attitude Dub - 8:05
26. Rosabel Attitude Radio Edit - 3:51
27. Rosabel Dub Pass 2 - 8:06
28. Gustavo Scorpio Club Mix - 7:49
29. Gustavo Scorpio Dub Mix - 5:32
30. R3hab Vocal Remix - 4:20
31. R3hab Dub - 4:18
32. R3hab Remix Edit - 3:24
33. R3hab Remix (Featuring Pitbull) - 3:28
34. Dada Club Mix - 4:42
35. DJ Chuckie Surinam Club Remix - 5:10
36. DJ Chuckie Surinam Radio Mix - 3:48
37. DJ Chuckie Surinam Radio Dub
38. DJ Yiannis Subelo' Club Mix - 7:28
39. DJ Yiannis Subelo' Dub
40. DJ Yiannis Subelo' Radio Edit - 3:50
41. Cesar Vilo Hot-Rhythm Remix
42. Otto Von Schirach Remix
43. Hildward Croes Soca Dushi Remix - 5:08

## Posicionamiento
| Listas (2011)                     | Posición |
| --------------------------------- | -------- |
| Brasil Top 30 Dance/Club Play     | 5        |
| US Billboard Hot Dance Club Songs | 1        |
| US Billboard Hot Latin Songs      | 28       |
| US Billboard Tropical Songs       | 3        |

| Listas (2011)                       | Posición |
| ----------------------------------- | -------- |
| US Hot Dance Club Songs (Billboard) | 38       |

## Historial de versiones
| Región    | Fecha               | Formato          |
| --------- | ------------------- | ---------------- |
| Worldwide | 18 de julio de 2011 | Descarga digital |